# 楊行恕 (萬曆進士)
楊行恕（？—？），號蒙阿，湖广承天府钟祥县人。明朝政治人物。

## 生平
萬曆三十七年（1609年）己酉科湖廣鄉試舉人，四十七年（1619年）己未科二甲五十五名進士。兵部觀政，天啓元年（1621年）授南京户部主事，三年二月以浮躁浅露被纠拾，降一级调外任，贬长芦運判。升南刑部主事，七年升员外郎、郎中。崇祯二年起南工部郎中，本年京察，三年降補兖州府通判，四年升户部廣西司主事，六年养病，七年考察。后官至参政。

## 家族
曾祖楊鑒，鴻艫卿。祖父楊承，太學生。父楊元，庠生。